# Курдюков, Валерий Николаевич
Валерий Николаевич Курдюков (белорус. Валерый Мікалаевіч Курдзюкоў, 28 мая 1962 год, Лида, Гродненская область) — белорусский политик и дипломат.

## Биография
В 1979—1983 годах учился в Киевском высшем военном командном училище имени М. В. Фрунзе, в 1991—1993 годах — в Дипломатической академии МИД РФ по специальности «История внешней политики и международных отношений». В 1998 году окончил Египетский институт международных отношений, в 2005 году — Римский колледж НАТО для высших должностных лиц стран Евроатлантического партнёрства и Средиземноморского диалога, в 2007 году — Дипломатическую академию МИД РФ.
Работал инструктором ЦК ЛКСМБ. Депутат Верховного Совета Республики Беларусь 12-го созыва (1990—1995 годы) по Лидско-Комсомольскому избирательному округу № 258.
В 2003—2005 годах — заместитель начальника Департамента анализа внешней политики Министерства иностранных дел Республики Беларусь. В 2005—2008 годах — заместитель начальника Главного управления — начальник отдела двустороннего сотрудничества Главного управления Европы Министерства иностранных дел Республики Беларусь.
В 2008—2012 годах был советником-представителем Посольства Республики Беларусь в Соединённом Королевстве Великобритании и Северной Ирландии.
В 2012—2013 годах — заместитель начальника Европейского департамента Министерства иностранных дел Республики Беларусь. В 2013—2015 годах — начальник Европейского департамента МИД Республики Беларусь.
25 июня 2015 года назначен Чрезвычайным и Полномочным Послом Республики Беларусь в Чехии. 22 октября 2015 года вручил верительные грамоты Президенту Чехии М. Земану.
20 сентября 2021 года указом Президента освобождён от должности Чрезвычайного и Полномочного Посла Республики Беларусь в Чехии.